# Matthew Hazley
Matthew Hazley, född 30 december 1987 i Banbridge, är en nordirländsk fotbollsspelare. Han spelade som mittfältare, för bland annat nordirländska Dungannon Swifts (år 2012), men slutade sin aktiva karriär i juli 2024.